# مارتین کوپمان
مارتین کوپمان (هلندی: Martin Koopman؛ زادهٔ ۵ ژوئن ۱۹۵۶) بازیکن سابق و مربی فوتبال اهل هلند است.
از باشگاه‌هایی که در آن بازی کرده است می‌توان به باشگاه فوتبال گو اهد ایگلز، باشگاه فوتبال توئنته، و باشگاه ورزشی کامبور اشاره کرد.